# Gülcan Kamps

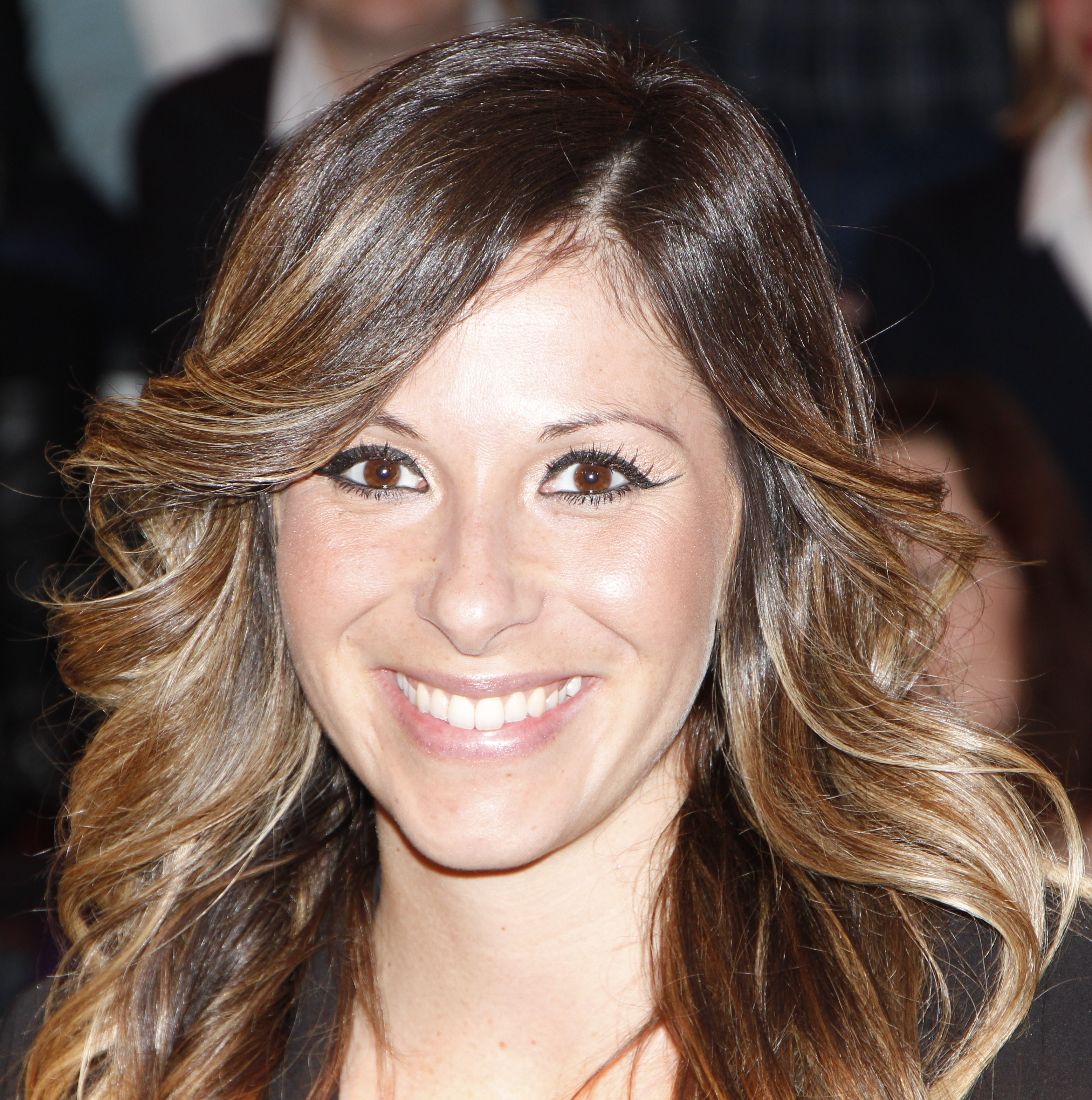
Gülcan Kamps (2011)

Gülcan Kamps (ur. 20 września 1982 roku w Lubece, Niemcy) – niemiecka prezenterka telewizyjna i piosenkarka pochodzenia tureckiego.
Od 2003 roku pracuje w niemieckiej telewizji VIVA, gdzie prowadzi programy NEU, Shibuya, VIVA Live!.
W 2004 roku zajęła 2. miejsce w magazynie "Maxim Magazine" na kobietę roku oraz 60. miejsce w FHM Germany na 100 najseksowniejszych kobiet oraz w 2005 71.
Od 2004 zaangażowana jest w wiele akcji charytatywnych, m.in. UNICEF i jego projekt "1 Viennese Tulip Ball".
W 2003 roku gościnnie wystąpiła w utworze "Aya Benzer! 2003" tureckiego wokalisty Mustafy Sandala.